# Hotel Hoffmann

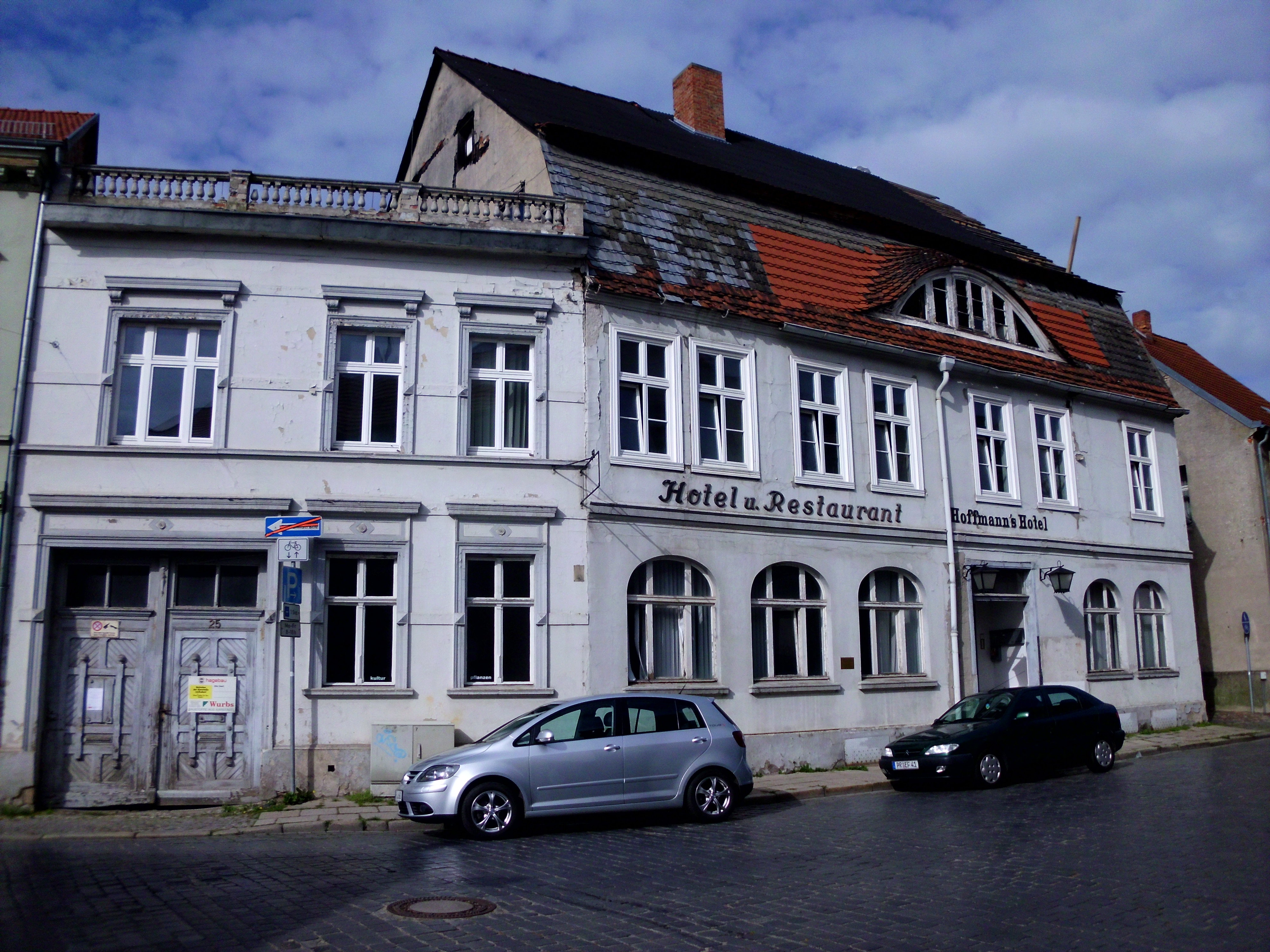
Das Hotel in der Straße Am Hohen Ende 25 im Jahr 2011.

Das Hotel Hoffmann ist ein ehemaliges Hotel in der Straße „Am Hohen Ende 25“ in der Altstadt von Perleberg im Landkreis Prignitz in Brandenburg. Das Gebäude ist als Hotel mit Torgebäude denkmalgeschützt. Das Hotel ist ein gutes Beispiel für ein barockes Palaishaus in Perleberg.

## Geschichte
Das Haus wurde als Gasthaus in der Mitte des 18. Jahrhunderts erbaut. Es war die frühere Gaststätte „Weißer Schwan“. Im Jahre 1789 erwarb Herr Leger aus Berlin das Haus. 1873 baute Herr Bochert das Hotel um. Im Jahre 1889 kaufte Wilhelm Hoffmann das Hotel, er nannte das Hotel 1914 Hoffmanns Hotel. Gustav Hölzke baute 1929 die drei Rundbogenfenster links vom Eingang ein. 2010 entstanden Brandschäden am Hotel, seitdem wird es gesichert und wieder hergestellt.

## Das Hotel
Das Hotel ist ein traufständiges Fachwerkhaus mit zwei Geschossen. Es ist zwei Geschosse hoch und hat ein Mansarddach, das obere Geschoss ist leicht vorkragend. Auf dem Dach befindet sich eine Fledermausgaube. Die Geschosse stehen auf einem Sockel aus Feldstein und Ziegel. Der Eingang zum Hotel ist erhöht. Links befinden sich drei Rundbogenfenster, die anderen Fenster sind Rechteckfenster. Vom Eingang geht ein Flur bis in den Hof. Vorn befindet sich die Gaststube, dahinter Kammern und die Küche. Im oberen Geschoss befanden sich die Gaststuben, unter dem Dach befinden sich Wohnräume. Zum Hotel gehört ein Flachbau im Hof und links ein Wohnhaus. 
Links neben dem Hotel stand bis 1891 das Wohnhaus von Herrn Fettback, ein Brauereibesitzer. 1894 baut Herr Hoffmann hier ein Wohnhaus mit einer Tordurchfahrt auf der linken Seite. Die Tordurchfahrt hat zwei Flügel. Das Haus hat zwei Geschosse mit drei Fensterachsen. Die Fassade ist im spätklassizistischen Stil gehalten. Im Hof befand sich ein Saalbau, der bei einem Brand 2010 fast vollständig zerstört wurde. 